# The Trouble With Templeton
"The Trouble With Templeton" is een aflevering van de Amerikaanse televisieserie The Twilight Zone.

## Plot

### Opening
Pleased to present for your consideration Mr. Booth Templeton, serious and successful star of over thirty Broadway plays, who is not quite all right today. Yesterday and its memories is what he wants, and yesterday is what he'll get. Soon his years and his troubles will descend on him in an avalanche. In order not to be crushed, Mr. Booth Templeton will escape from his theater and his world, and make his debut on another stage in another world that we call the Twilight Zone.
— Rod Serling

### Verhaal
Booth Templeton is een Broadway-acteur die vroeger in veel toneelstukken heeft meegespeeld. Nu hij op leeftijd is, begint hij met nostalgie terug te denken aan zijn jonge jaren en aan zijn overleden vrouw.
Tijdens een auditie voor een nieuw toneelstuk, belandt Booth opeens in 1927, het jaar waarin hij zijn debuut maakte. Na een avontuur in het verleden keert hij terug naar het heden, waar hij door zijn recente ervaring anders tegen het leven aankijkt. Hij besluit minder op het verleden te focussen, en meer op de goede dingen van het heden.

### Slot
Mr. Booth Templeton, who shared with most human beings the hunger to recapture the past moments, the ones that soften with the years. But in his case, the characters of his past blocked him out and sent him back to his own time, which is where we find him now. Mr. Booth Templeton, who had a round-trip ticket into the Twilight Zone. 
— Rod Serling

## Rolverdeling
- Brian Aherne – Booth Templeton
- Pippa Scott – Laura Templeton
- Sydney Pollack – Arthur Willis
- Dave Willock - Marty

## Trivia
- De aflevering is uitgebracht op volume 10 van Image-Entertainment's DVD collectie.